# Paepalanthus clausenii
Paepalanthus clausenii är en gräsväxtart som beskrevs av Nancy Hensold. Paepalanthus clausenii ingår i släktet Paepalanthus och familjen Eriocaulaceae. Inga underarter finns listade i Catalogue of Life.